# 黑尔姆施泰特
黑尔姆施泰特（德語：Helmstedt，發音：[ˈhɛlmˌʃtɛt] ⓘ）是德国下萨克森州黑尔姆施泰特县的城市，也是黑尔姆施泰特县的县治，面积66.74平方千米，2023年12月31日人口为25,633人。

## 友好城市
黑尔姆施泰特与以下城市结为友好城市：
- 美国 阿尔伯克基
- 英格兰 查德
- 義大利 菲乌吉
- 德国 哈尔登斯莱本
- 羅馬尼亞 奧勒什蒂耶
- 白俄羅斯 斯韋特洛戈爾斯克
- 法國 维特雷